# Яндаров, Ваха Омарович
Ваха Омарович Яндаров (род. 11 октября 1937, Грозный) — советский и российский математик. Кандидат физико-математических наук, профессор, член-корреспондент АН ЧР.

## Биография
Родился 11 октября 1937 года в городе Грозный Чечено-Ингушской АССР.
В 1960 году окончил физико-математический факультет Киргизского государственного университета по специальности «математика», после чего начал работу в сфере образования. После окончания аспирантуры в Азербайджанском государственном университете (кафедра теории функций и функционального анализа) в 1967 году защитил кандидатскую диссертацию по теме «Исследование некоторых краевых задач теории функций комплексного переменного».
В 1974—1976 годах работал старшим научным сотрудником Грозненского государственного нефтяного института имени академика М. Д. Миллионщикова (ГГНИ, ныне Грозненский государственный нефтяной технический университет).
В 1977—1979 годах заведовал кафедрой математического анализа в Чечено-Ингушском государственном университете.
В 1992 году Яндарову было присвоено звание профессора, и в том же году он был избран членом-корреспондентом Академии наук Чеченской Республики (АН ЧР), где возглавил лабораторию современной математики. В 1993 году утверждён в звании профессора высшей математики, с 2001 года — член президиума АН ЧР.
В 1995—2002 годах заведовал недавно созданной кафедрой математики в Ингушском государственном университете и заложил основы формирования математической науки в Ингушетиb.
В 2000—2009 годах работал проректором ГГНИ по научной работе. С 2010—2014 годы — советник ректора ГГНИ (позднее ГГНТУ).

## Научная деятельность
Яндаровым было опубликовано более 190 научных работ, 14 монографий, 3 учебных пособия, написаны работы в различных областях функционального анализа, теории функций действительного переменного, классического математического анализа, вариационного исчисления, численного анализа. Но основные его труды были связаны с банаховыми пространствами.

## Награды
- Почётное звание «Заслуженный деятель науки Чеченской Республики» (2007)
- Звание почетного работника высшего профессионального образования РФ (2007)
- Медаль «Ветеран труда» (2007)
- Почётный знак «За трудовое отличие» (2010)